# Kościół Trójcy Świętej w Baldwinowicach
Kościół Trójcy Świętej – zabytkowy drewniano-murowany rzymskokatolicki kościół filialny w Baldwinowicach, jeden z najstarszych kościołów w powiecie namysłowskim.
24 listopada 1954 roku świątynia została wpisana do rejestru zabytków województwa opolskiego, pod numerem 136/54.

## Historia i architektura

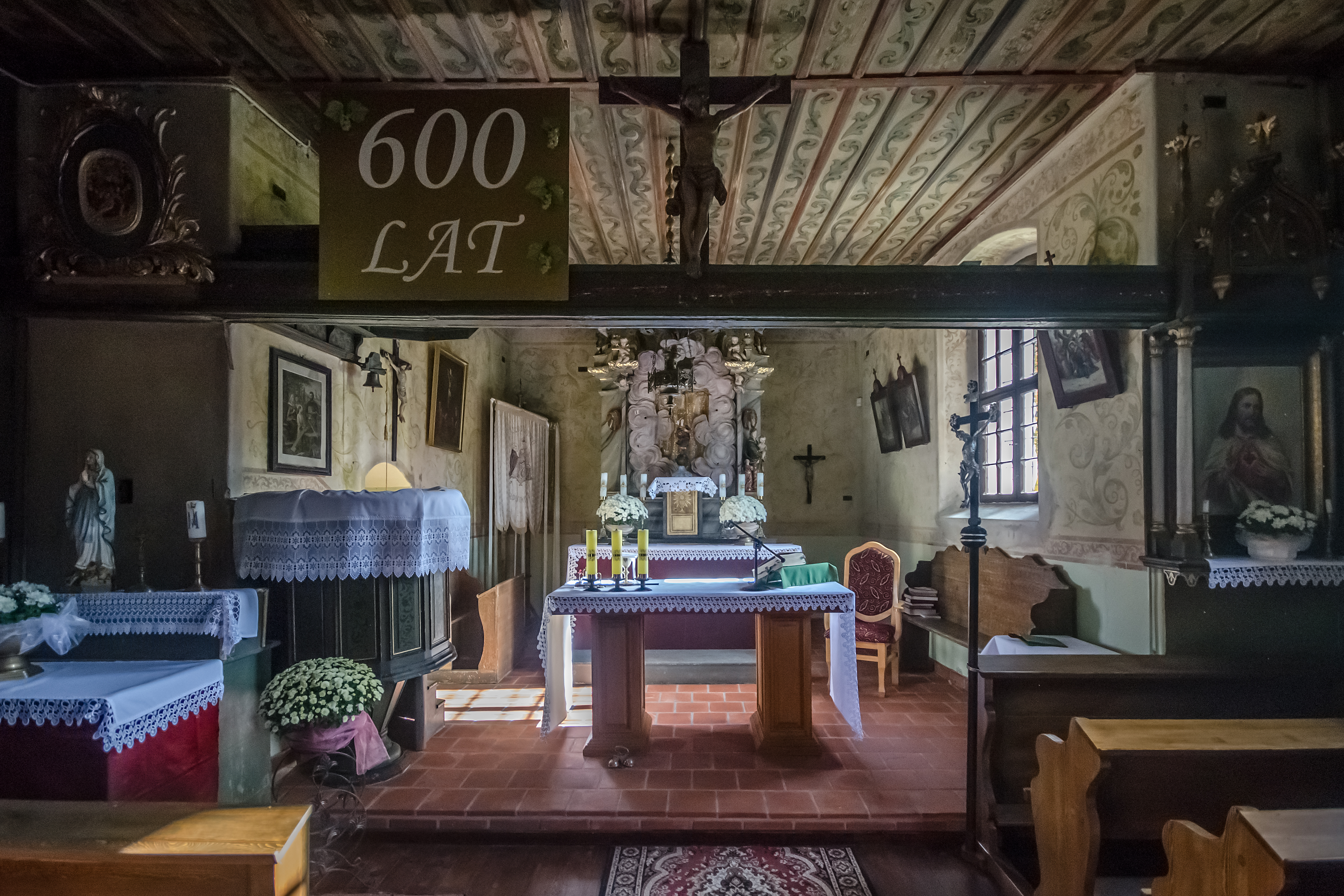
Wnętrze świątyni

Najstarsze elementy kościoła (prezbiterium i zakrystia) powstały przed 1414 i są murowane z cegły. Drewniana nawa konstrukcji zrębowej pochodzi z 1592, a wieża konstrukcji słupowej z II połowy XVII wieku. Szersza, dolna część wieży (szerokości nawy), posiada zadaszenie, wyższa i węższa nakryta jest ośmiobocznym dachem namiotowym, krytym gontami. Dachy nad nawą i prezbiterium są siodłowe, także kryte gontem - nad zakrystią przedłużono dach z prezbiterium.
Wnętrze kościoła nakryte jest płaskim stropem, natomiast w zakrystii znajduje się sklepienie kolebkowe. Na belce tęczowej umieszczono barokową grupę Ukrzyżowania. Ołtarz główny - późnobarokowy - przedstawia koronację Matki Boskiej, natomiast ołtarz boczny z początku XVI wieku to tryptyk ze św. Anną Samotrzecią. Inny zabytkowy element wyposażenia to ambona z przełomu XVI i XVII wieku.